# César Vallejo
César Abraham Vallejo Mendoza, més conegut com a César Vallejo (Santiago de Chuco, 16 de març de 1892 - París, 15 d'abril de 1938), va ser un poeta peruà en llengua castellana. Renovador de la poesia en castellà, Mariátegui el va definir com "el poeta d'una estirpe, d'una raça", i va afirmar que "en Vallejo es troba, per primera vegada en la nostra literatura, sentiment indígena virginalment expressat". Ciro Alegría, el novel·lista, va ser alumne de primària del poeta a la seva entrada a l'escola.

## Obra

### Poesia
- Los heraldos negros (1918).
- Trilce (1922).
- España, aparta de mí este cáliz (1939, publicat després de la seva mort).
- Poemas humanos (1923-1938, publicat després de la seva mort).

### Narrativa
- Escalas melografiadas (Lima, 1923, contes).
- Fabla salvaje (Lima, 1923, novel·la).
- Hacia el reino de los Sciris (acabat el 1928 i publicat després de la seva mort, nouvelle).
- El Tungsteno (Madrid, 1931, novel·la)
- Paco Yunque (escrit el 1931 però publicat el 1951, conte).
- El niño del carrizo (no acabat).
- Viaje alrededor del porvenir (no acabat).
- Los dos soras (no acabat).
- El vencedor (no acabat).
- César Vallejo. Novelas y cuentos completos (Lima, 1967, edició de l'obra narrativa completa).